# 20530 Johnayres
20530 Johnayres è un asteroide della fascia principale. Scoperto nel 1999, presenta un'orbita caratterizzata da un semiasse maggiore pari a 3,1485587 UA e da un'eccentricità di 0,1740473, inclinata di 1,03387° rispetto all'eclittica.